# TOKYOナンパストリート
『TOKYOナンパストリート』（トウキョウナンパストリート、TOKYO NAMPA STREET）は、1985年にエニックス（後のスクウェア・エニックス）から発売されたコンピュータゲーム。
エニックスによる「第3回ゲーム・ホビープログラムコンテスト」優秀プログラム賞受賞作で、作者は漫画家の関野ひかる。恋愛シミュレーションゲームの元祖とされる。

## 内容
いわゆるナンパゲームで、女の子を口説いていくゲーム。
55人のナンパ相手が登録されており、ナンパ成功後は、テンキーによるコマンド入力で会話を進めていく。会話が進むとお色気シーンとなり、目的達成という趣向で、会話が上手く進まないと女の子が帰ってしまう。また、レイプ扱いになって刑務所に送られたり、ナンパした相手が補導員だったり、オカマだったりというバッドエンドも用意されている。

## システム
X1への移植を担当した川俣晶によると、後発のX1版の方が不具合が少なく、また川俣自身が開発したMINI-DOSという簡易なDOSがPC88版とX1版の起動に際して用いられている。

## 反響
友人であるさくまあきらによると、この作品が大当たりしたせいで、当時同じENIXで開発を行っていた堀井雄二（関野と同じ早稲田漫研）が、当時急成長していたファミコンに移ったのに対し、関野はパソコン向けゲームの開発継続を余儀なくされたという。

### 評価
ライターの佐々木 潤は、ニュースサイト「Akiba PC Hotline」に寄せた80年代中期のアダルトゲームの記事の中で、本作は後にナンパゲームや一般向けも含めた恋愛ゲームの基礎を作ったと述べている。